# Кам'янка (Березнянська селищна громада)
Ка́м'янка — село в Україні, у Березнянській селищній громаді Чернігівського району Чернігівської області. Населення становить 154 осіб. До 2020 року орган місцевого самоврядування — Сахнівська сільська рада.

## Географія
Село розташоване за 44 км від обласного центру та за 39 км від міста Мена. Через село 
пролягає автошлях національного значення Н27. На південному заході від села бере початок річка Бігач.

## Історія
12 червня 2020 року, відповідно з розпорядження Кабінету Міністрів України № 730-р «Про визначення адміністративних центрів та затвердження територій територіальних громад Чернігівської області», Сахнівська сільська рада об'єднана з Березнянською селищною громадою.
17 липня 2020 року, в результаті адміністративно-територіальної реформи та ліквідації Менського району, село увійшло до складу Чернігівського району.